# La Prele Creek
Der La Prele Creek, häufig fälschlicherweise auch LaPrele Creek, ist ein etwa 84 km langer, rechter Nebenfluss des North Platte Rivers im Osten des US-Bundesstaates Wyoming.

## Verlauf
Der La Prele Creek entspringt in den nördlichen Laramie Mountains im nördlichsten Albany County auf einer Höhe von etwa 2660 m, etwa 40 km westlich von Esterbrook und 50 km südöstlich von Casper Mountain. Er erreicht nach wenigen Kilometern das Converse County und fließt auf nahezu seinem gesamten Verlauf durch die nördlichen Ausläufer des Gebirges in nordöstliche Richtung. Er verlässt den Medicine Bow National Forest, durchfließt die La Prele Gorge und verläuft für rund 20 km parallel zum Wyoming Highway 91. Im weiteren Verlauf wird der Fluss zum La Prele Reservoir aufgestaut und verläuft weiter flussabwärts durch den Ayres Natural Bridge Park, indem er von der rund 15 m langen Ayres Natural Bridge überspannt wird. Auf seinen letzten Kilometern mäandriert der La Prele Creek nach Nordosten, unterquert die hier gebündelt verlaufenden Straßen I-25 und US-20 und mündet gegenüber von Orpha auf einer Höhe von 1482 m in den hier nach Osten fließenden North Platte River. Im unteren Flussverlauf des La Prele Creek zweigen mehrere Bewässerungskanäle ab.

## Hydrologie
Der La Prele Creek ist als Nebenfluss des North Platte Rivers Teil des Einzugsgebietes des Platte Rivers, der über Missouri und Mississippi in den Golf von Mexiko entwässert. Das Einzugsgebiet des La Prele Creek umfasst ein Gebiet von etwa 460 km² und grenzt an die Einzugsgebiete von Wagon Hound Creek im Osten, La Bonte Creek im Südosten, Little Medicine Bow River im Südwesten sowie Box Elder Creek im Westen. Der mittlere Abfluss am Pegel bei Orpha beträgt 0,39 m³/s, die größten Abflüsse finden sich in den Monaten Mai und Juni.

## Belege
1. 1 2 3 4 5  La Prele Creek. In: Geographic Names Information System. United States Geological Survey, United States Department of the Interior (englisch).
2. ↑  USGS 06649500 LA PRELE CREEK NEAR ORPHA, WY. Abgerufen am 10. Januar 2025.